# Canon de midi (Hong Kong)
 (mai 2021).

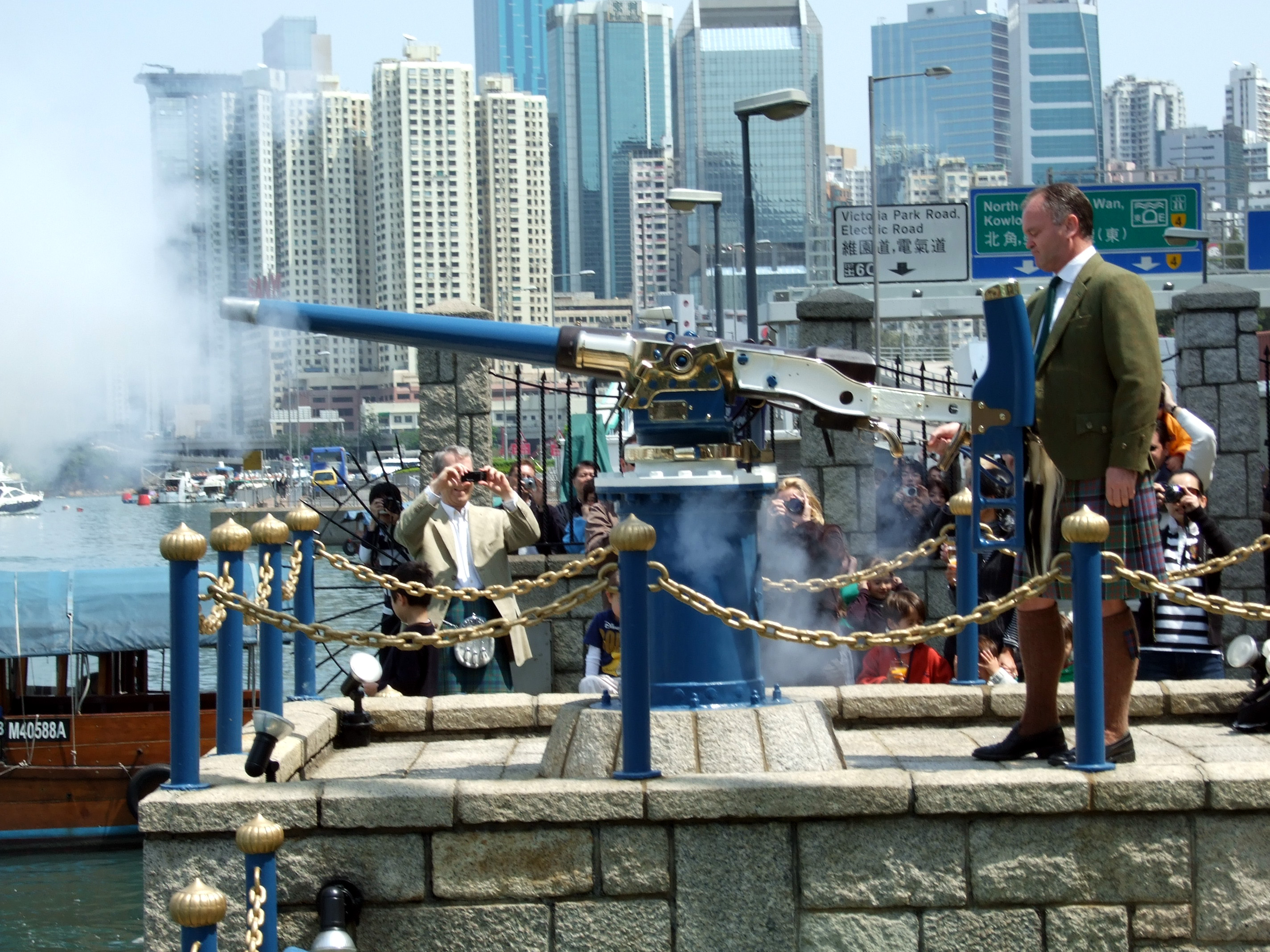
Un tir du canon de midi.

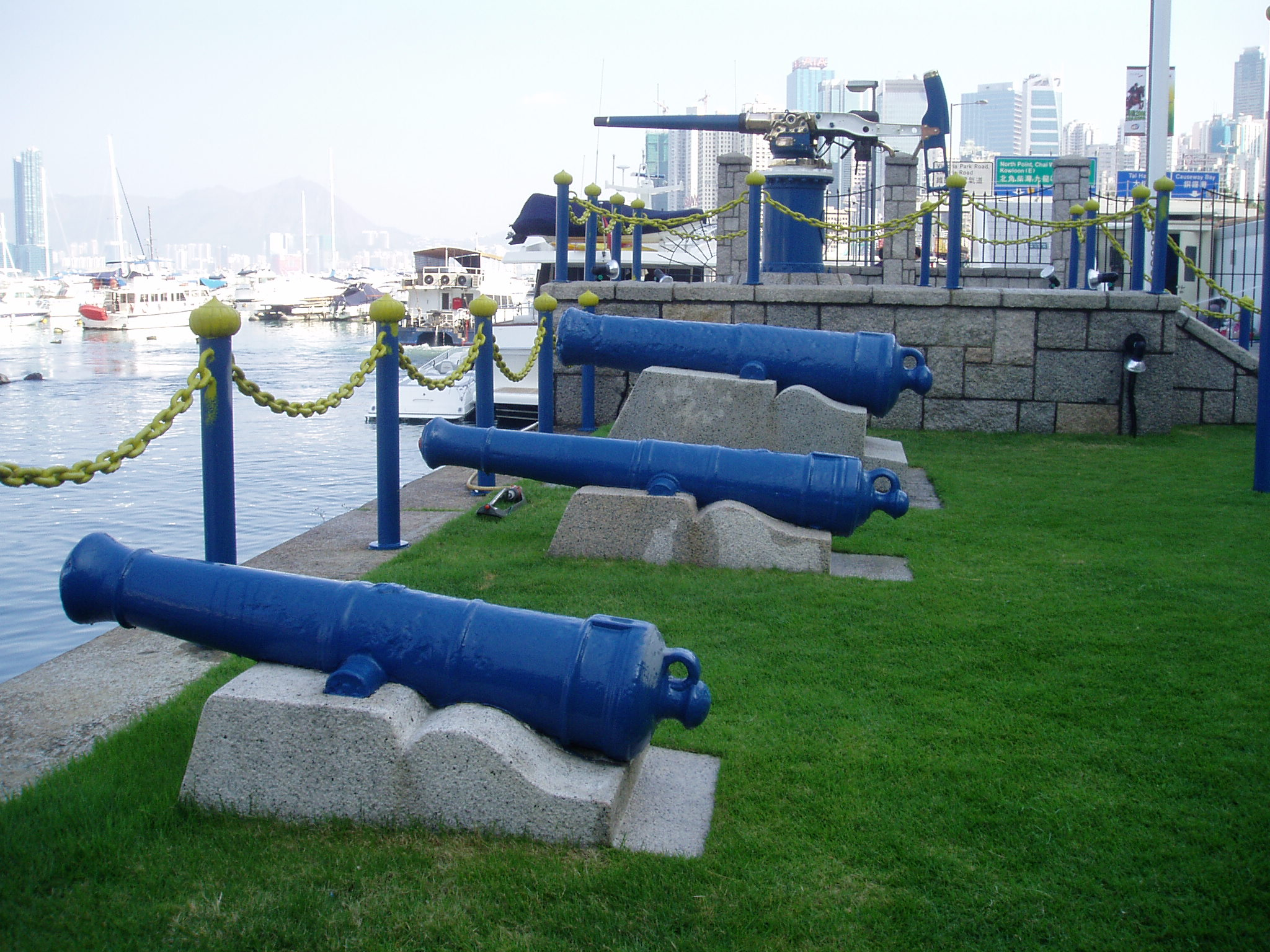
Le canon de midi en arrière-plan, en face de l'.

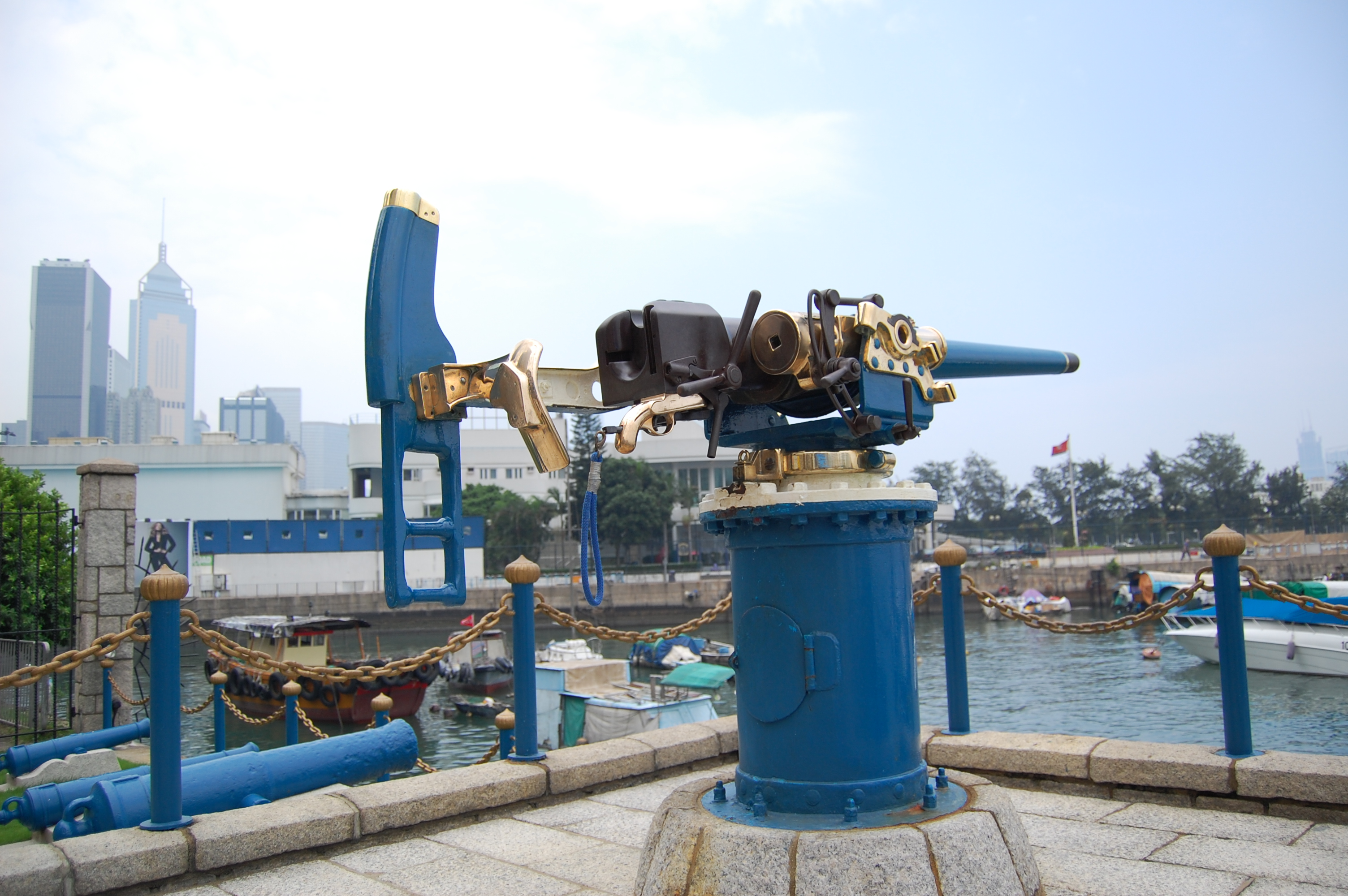
Le canon de midi.

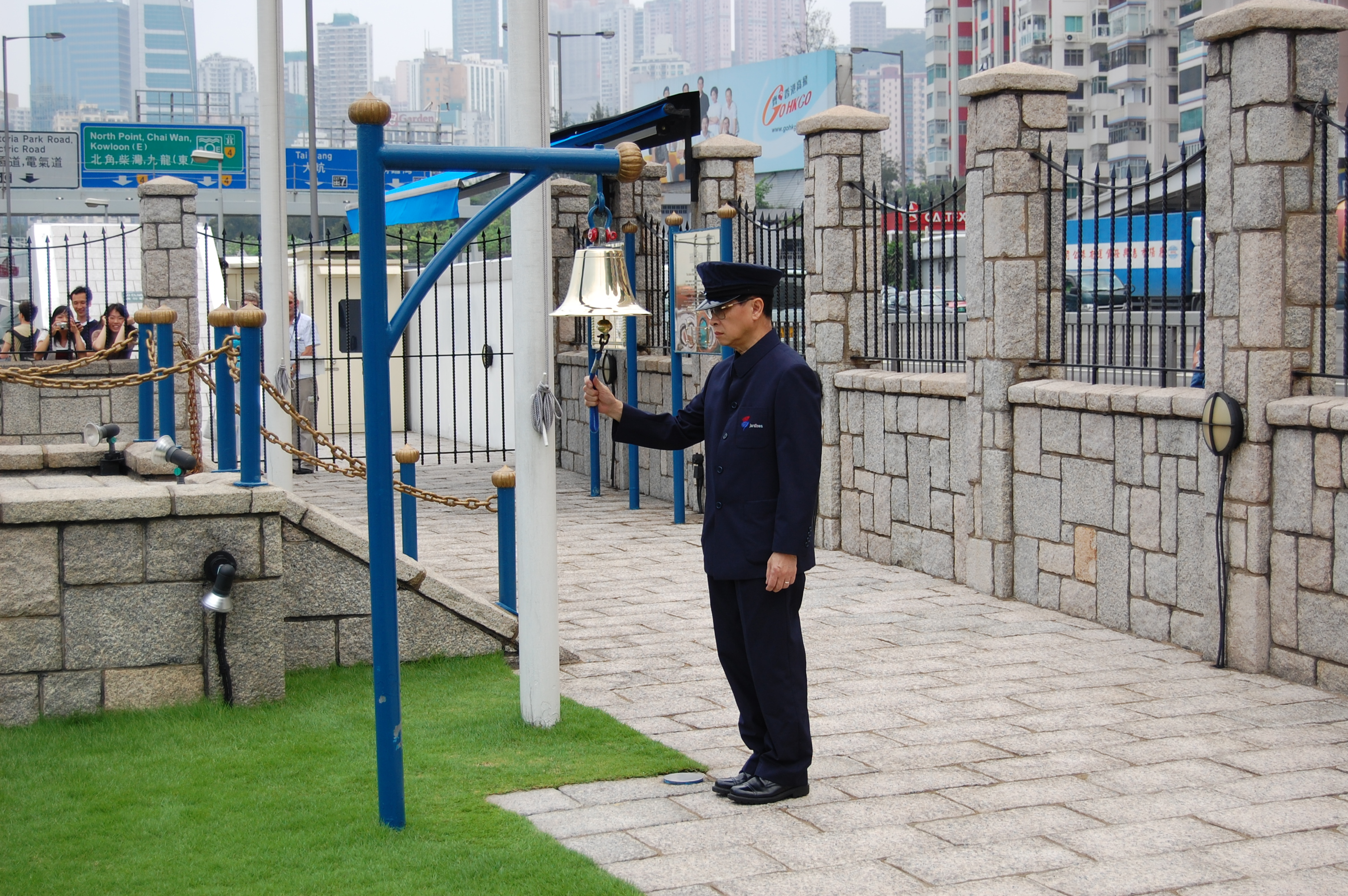
L'officier sonne la cloche lors de la cérémonie quotidienne.

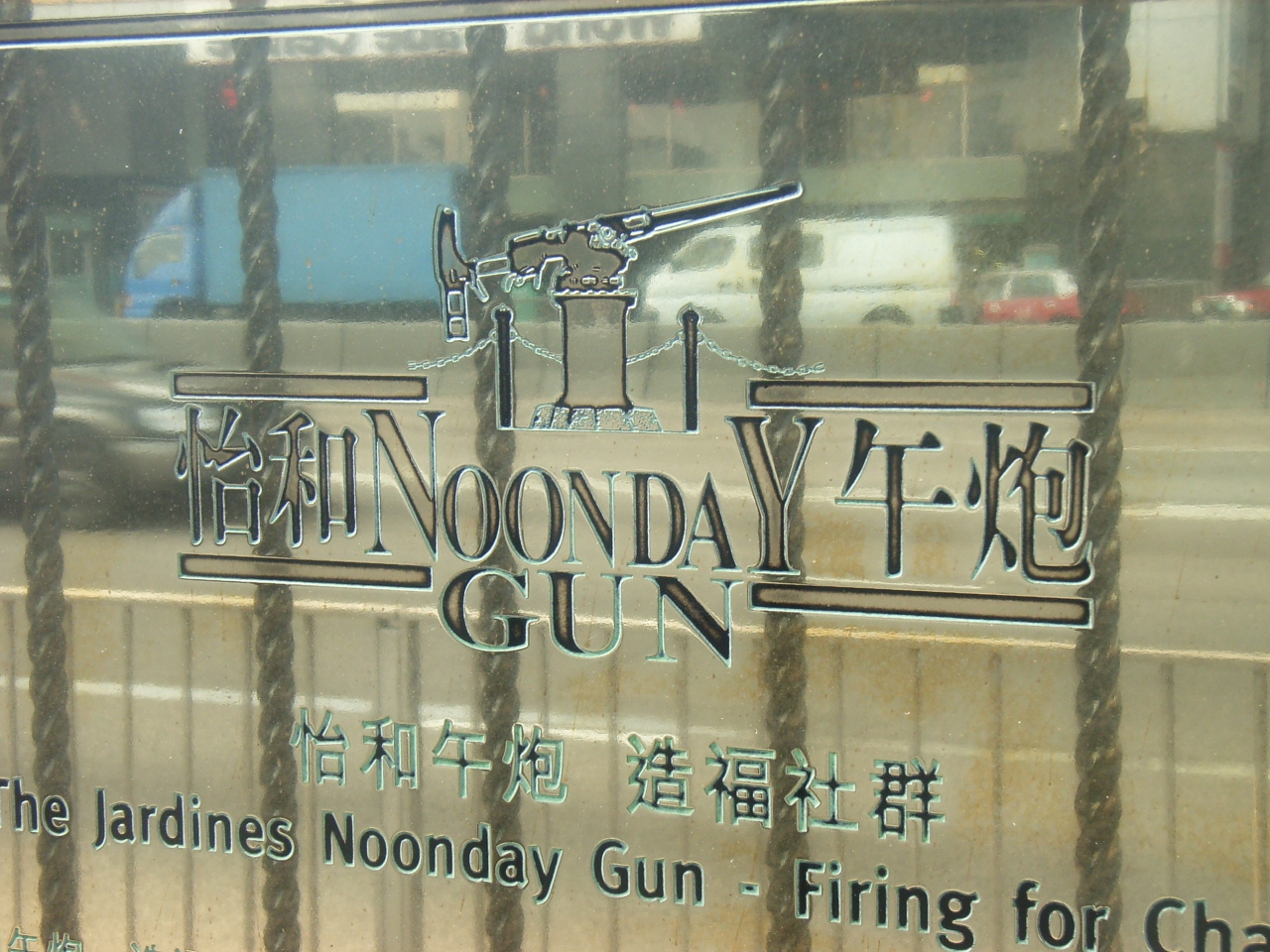
Des références sont faites à Jardine Matheson sur la plaque descriptive du canon.

Le canon de midi (午炮), aussi connu sous son nom anglais Noonday Gun, est une ancienne pièce d'artillerie navale installée sur un petit site fermé près de l'abri à typhon de Causeway Bay (en) sur l'île de Hong Kong. Propriété du conglomérat Jardine Matheson, il tire chaque jour à midi et est devenu une attraction touristique.
En faisant un don de 33 000 HK$ à l'association caritative Community Chest (en), n'importe qui peut effectuer un des tirs quotidiens.

## Origine
Le canon de midi est situé sur le front de mer de la zone anciennement connue sous le nom d'East Point (en), aujourd'hui Causeway Bay. East Point est la première parcelle de terrain à être vendue (aux enchères) par le gouvernement colonial de Hong Kong en 1841. Elle est acquise par Jardine-Matheson pour y établir ses entrepôts. Au fil des ans, la création de terre-pleins à Hong Kong déplace le littoral vers le nord et l'emplacement du canon change en conséquence. Le nom d'East Point est désormais inutilisé.
La tradition du tir de midi est née d'un incident dans les années 1860. Les principaux bureaux et entrepôts de Jardine Matheson étaient situés à East Point, et sa milice privée tirait un coup de canon pour saluer l'entrée dans la baie d'un tai-pan (en) de la compagnie. Un jour, un officier supérieur de la marine britannique, nouveau à Hong Kong et ignorant la tradition, s'en trouva contrarié dans la mesure où un tel salut est normalement réservé aux fonctionnaires du gouvernement et aux officiers supérieurs des forces armées. En conséquence, Jardine a reçu l'ordre, à titre de sanction, de ne tirer qu'une seule fois par jour, à midi, et à perpétuité.
En 1941, durant l'occupation japonaise de Hong Kong, la marine impériale japonaise démantèle le canon et il est perdu. Après que les forces britanniques aient reconquis Hong Kong en 1945, la marine britannique offre à Jardine un nouveau canon de six livres pour perpétuer la tradition du tir de midi. Le 1er juillet 1947, le canon de midi est de nouveau opérationnel. En 1961, à la suite de plaintes selon lesquelles l'arme était trop puissante, la police maritime la remplace par un QF 3 pounder Hotchkiss ayant participé à la bataille du Jutland durant la Première Guerre mondiale.

## Attraction touristique
Après la restitution de Hong Kong à la Chine, le 1er juillet 1997, la tradition du canon de midi s'est maintenue, et une petite foule se rassemble pour cet événement quotidien. Le canon tire également le 1er janvier à minuit pour célébrer la nouvelle année. Lors de l'événement quotidien, un garde de Jardine en uniforme se dirige vers le site. Il sonne une cloche pour signaler la fin de la veille de midi, une pratique qui date de l'époque où les principaux bureaux et entrepôts de Jardine étaient situés à East Point. Il marche ensuite vers le canon de midi et effectue un tir, après quoi, il sonne à nouveau la cloche, verrouille la chaîne bloquant l'accès au canon et s'en va.
Jusqu'en mars 2019, on y accède par un tunnel passant sous Gloucester Road (zh-yue) depuis le parking en sous-sol de l'hôtel Excelsior (en), propriété du groupe Jardine-Matheson, exploité par sa filiale, le groupe hôtelier Mandarin Oriental. Jardine-Matheson ferme l'hôtel Excelsior en mars 2019. L'immeuble est rasé pour être remplacé par un immeuble de bureaux.

## Dans la culture populaire
Le tir du canon est mentionné dans la chanson humoristique Mad Dogs and Englishmen (en) de Noël Coward, :
In Hong Kong, they strike a gong, and fire off a noonday gun
To reprimand each inmate who's in late